# Леванська Варош
45°19′ пн. ш. 18°11′ сх. д. / 45.31° пн. ш. 18.18° сх. д.
Леванська Варош (хорв. Levanjska Varoš) – громада і населений пункт в Осієцько-Баранській жупанії Хорватії.

## Населення
Населення громади за даними перепису 2011 року становило 1 194 осіб. Населення самого поселення становило 303 осіб.
Динаміка чисельності населення громади:
Динаміка чисельності населення центру громади:

## Населені пункти
Крім поселення Леванська Варош, до громади також входять: 
- Бороєвці
- Брезниця-Джаковацька
- Ченково
- Маяр
- Милинаць
- Мусич
- Овчара
- Паучє
- Ратков Дол
- Слободна Власт

## Клімат
Середня річна температура становить 10,93°C, середня максимальна – 25,38°C, а середня мінімальна – -5,82°C. Середня річна кількість опадів – 737 мм.
| Клімат поселення                              | Клімат поселення | Клімат поселення | Клімат поселення | Клімат поселення | Клімат поселення | Клімат поселення | Клімат поселення | Клімат поселення | Клімат поселення | Клімат поселення | Клімат поселення | Клімат поселення | Клімат поселення |
| Показник                                      | Січ.             | Лют.             | Бер.             | Квіт.            | Трав.            | Черв.            | Лип.             | Серп.            | Вер.             | Жовт.            | Лист.            | Груд.            |                  |
| Середній максимум, °C                         | 6,64             | 8,29             | 12,75            | 17,29            | 22,33            | 25,38            | 24,96            | 24,43            | 20,34            | 14,97            | 9,17             | 5,18             |                  |
| Середня температура, °C                       | 0,41             | 2,06             | 6,53             | 11,06            | 16,10            | 19,16            | 21,10            | 20,56            | 16,49            | 11,11            | 5,32             | 1,32             |                  |
| Середній мінімум, °C                          | −5,82            | −4,18            | 0,30             | 4,83             | 9,88             | 12,91            | 17,23            | 16,71            | 12,63            | 7,26             | 1,45             | −2,53            |                  |
| Норма опадів, мм                              | 47               | 46               | 44               | 56               | 69               | 96               | 66               | 62               | 53               | 65               | 73               | 60               |                  |
| Середньомісячна швидкість вітру, м/с          | 2.06             | 2.32             | 2.61             | 2.51             | 2.22             | 2.08             | 2.01             | 1.86             | 1.84             | 1.92             | 2.03             | 2.12             |                  |
| Середньомісячна сонячна радіація, кДж/м²·день | 4281             | 7002             | 10884            | 15277            | 19125            | 21114            | 22216            | 20406            | 14944            | 9302             | 4915             | 3628             |                  |
| --------------------------------------------- | ---------------- | ---------------- | ---------------- | ---------------- | ---------------- | ---------------- | ---------------- | ---------------- | ---------------- | ---------------- | ---------------- | ---------------- | ---------------- |
| Джерело:                                      |                  |                  |                  |                  |                  |                  |                  |                  |                  |                  |                  |                  |                  |